# Anna Clausdotter
Anna Clausdotter, eller Anna Klavedotter, död i maj 1454, var en svensk birgittinnunna och textilkonstnär. Hon är känd för sitt arbete inom broderikonst i Vadstena kloster. 

## Biografi
Anna inträdde i kloster år 1423 och var under flera år klostrets sakristan. Hon beskrivs som skicklig brodyrkonstnär och var särskilt känd för sina figurmönster.
Enligt noteringen i Vadstena diarium: 
Syster Anna Klavedotter avled dagen före Sankt Erik konungs dag. Hon var sakristan i klostret under flera år och var mycket förfaren i att brodera och andäktig att iakttaga regeln, 31 år efter sitt klosterlöfte.